# Cayuvava
Cayuvava (Cayubaba) je naziv za pleme, jezik i jezičnu porodicu američkih Indijanaca nastanjenih u bolivijskom departmanu Beni, tradicionalno uz zapadnu obalu río Mamoré. Danas žive od agrikulture i uzgoja peradi.
Prema procjeni (2006.) ima ih oko 1,000, ali tek 25 govornika (1959 SIL). Sela im se nalaze u provinciji Yacuma u općini Exaltación, viz.: Exaltación, Las Peñas, Pto. Santiago, Cooperativa, Peñitas de Nazareth, Bocorondo, Campo Ana Maria, Maravilla, Libertad de Carmen, Nueva Esperanza, Coquinal, San Carlos, Piraquinal i El Triunfo.

## Vanjske poveznice
- Cayubaba
- Kayuvava  Arhivirana inačica izvorne stranice od 25. studenoga 2012. (Wayback Machine)